# Sedanka
Sedanka (en rus: Седанка) és un poble del krai de Kamtxatka, a Rússia, que el 2021 tenia 475 habitants. Pertany al districte de Tiguil.